# The Marshall Mathers LP
The Marshall Mathers LP er et album fra Eminem som blev udgivet den 23. maj 2000. Albummet er produceret af Dr. Dre, The 45 King, F.B.T. Productions og Mel-Man. Det har til dato solgt 21milioner eksemplare verden rundt.

## Spor
Alle sange skrevet og komponeret af Eminem. 
| The Marshall Mathers LP | The Marshall Mathers LP                                           | The Marshall Mathers LP | The Marshall Mathers LP  | The Marshall Mathers LP | The Marshall Mathers LP | The Marshall Mathers LP | The Marshall Mathers LP | The Marshall Mathers LP | The Marshall Mathers LP |
| #                       | Titel                                                             | Sangskriver(e)          | Producer                 | Længde                  |                         |                         |                         |                         |                         |
| ----------------------- | ----------------------------------------------------------------- | ----------------------- | ------------------------ | ----------------------- | ----------------------- | ----------------------- | ----------------------- | ----------------------- | ----------------------- |
| 1.                      | "Public Service Announcement 2000"                                |                         |                          | 0:25                    |                         |                         |                         |                         |                         |
| 2.                      | "Kill You"                                                        |                         | Dr. Dre, Mel-Man         | 4:24                    |                         |                         |                         |                         |                         |
| 3.                      | "Stan" (feat. Dido)                                               |                         | The 45 King, Eminem (co) | 6:44                    |                         |                         |                         |                         |                         |
| 4.                      | "Paul" (skit)                                                     |                         |                          | 0:11                    |                         |                         |                         |                         |                         |
| 5.                      | "Who Knew"                                                        |                         | Dr. Dre, Mel-Man         | 3:48                    |                         |                         |                         |                         |                         |
| 6.                      | "Steve Berman" (skit)                                             |                         | Dr. Dre                  | 0:54                    |                         |                         |                         |                         |                         |
| 7.                      | "The Way I Am"                                                    |                         | Eminem                   | 4:50                    |                         |                         |                         |                         |                         |
| 8.                      | "The Real Slim Shady"                                             |                         | Dr. Dre, Mel-Man         | 4:44                    |                         |                         |                         |                         |                         |
| 9.                      | "Remember Me?" (feat. RBX & Sticky Fingaz)                        |                         | Dr. Dre, Mel-Man         | 3:38                    |                         |                         |                         |                         |                         |
| 10.                     | "I'm Back"                                                        |                         | Dr. Dre, Mel-Man         | 5:09                    |                         |                         |                         |                         |                         |
| 11.                     | "Marshall Mathers"                                                |                         | Bass Brothers, Eminem    | 5:20                    |                         |                         |                         |                         |                         |
| 12.                     | "Ken Kaniff" (skit)                                               |                         |                          | 1:02                    |                         |                         |                         |                         |                         |
| 13.                     | "Drug Ballad"                                                     |                         | Bass Brothers, Eminem    | 5:00                    |                         |                         |                         |                         |                         |
| 14.                     | "Amityville" (feat. Bizarre)                                      |                         | Bass Brothers            | 4:14                    |                         |                         |                         |                         |                         |
| 15.                     | "Bitch Please II" (feat. Dr. Dre, Snoop Dogg, Xzibit & Nate Dogg) |                         | Dr. Dre, Mel-Man         | 4:47                    |                         |                         |                         |                         |                         |
| 16.                     | "Kim" ("The Kids" on clean version)                               |                         | Bass Brothers            | 6:18                    |                         |                         |                         |                         |                         |
| 17.                     | "Under the Influence" (feat. D12)                                 |                         | Bass Brothers, Eminem    | 5:22                    |                         |                         |                         |                         |                         |
| 18.                     | "Criminal"                                                        |                         | Bass Brothers, Eminem    | 5:20                    |                         |                         |                         |                         |                         |
| 72:05                   |                                                                   |                         |                          |                         |                         |                         |                         |                         |                         |

| UK Edition Bonus | UK Edition Bonus | UK Edition Bonus | UK Edition Bonus      | UK Edition Bonus | UK Edition Bonus | UK Edition Bonus | UK Edition Bonus | UK Edition Bonus | UK Edition Bonus |
| #                | Titel            | Sangskriver(e)   | Producer              | Længde           |                  |                  |                  |                  |                  |
| ---------------- | ---------------- | ---------------- | --------------------- | ---------------- | ---------------- | ---------------- | ---------------- | ---------------- | ---------------- |
| 19.              | "The Kids"       | M.Mathers        | Bass Brothers, Eminem | 0:25             |                  |                  |                  |                  |                  |
| 5:06             |                  |                  |                       |                  |                  |                  |                  |                  |                  |

Alle sange skrevet og komponeret af Eminem. 
| 1. | "The Real Slim Shady" (instrumental)                       |  | Dr. Dre, Mel-Man         | 4:46 |
| 2. | "The Way I Am" (instrumental)                              |  | Eminem                   | 4:52 |
| 3. | "Stan" (instrumental)                                      |  | The 45 King, Eminem (co) | 6:45 |
| 4. | "The Kids" (explicit version)                              |  | Bass Brothers, Eminem    | 5:06 |
| 5. | "The Way I Am" (Danny Lohner remix) (feat. Marilyn Manson) |  | Eminem                   | 4:53 |
| 6. | "The Real Slim Shady" (Video – Director's cut)             |  | Dr. Dre, Mel-Man         | 4:32 |
| 7. | "The Way I Am" (Video – LP version)                        |  | Eminem                   | 5:06 |
| 8. | "Stan" (Video – Director's version)                        |  | The 45 King, Eminem (co) | 8:16 |